# Bikku Bitti
Bikku Bitti, también conocido como Pico de Bette, es la montaña más alta de Libia a 2267 metros. Se encuentra en el espolón Dohone de las montañas de Tibesti, en el sur de Libia, muy cerca de la frontera con Chad. Bikku Bitti se encuentra en una de las partes menos conocidas y menos accesibles del desierto del Sahara. Desde el lado de Chad fue escalado por primera vez en diciembre de 2005 por Ginge Fullen y sus guías de Chad.